# Bibó István (etnológus)
Bibó István (Kecskemét, 1877. július 23. – Szeged, 1935. szeptember 10.) etnológus, filozófus, könyvtáros, miniszteri tanácsos. Bibó István (1911–1979) politikai gondolkodó, államminiszter apja.

## Életútja
Szülei dr. Bibó István és Talányi Anna. A budapesti tudományegyetemen doktorált 1909-ben, majd 1910-től a Vallás- és Közoktatásügyi Minisztérium munkatársa lett. 1920-ban szervezte meg a Múzeumok és Könyvtárak Országos Felügyeletét, 1922-től 1924-ig pedig országos felügyelője volt az iskolán kívüli népművelésnek. 1924-től haláláig töltötte be a szegedi Egyetemi Könyvtár igazgatói posztját. 1921 és 1924 között Budapesten szerkesztette a Néprajzi Társaság Társadalomtudomány című folyóiratát, majd 1929–től 1933-ig Szegeden a Népünk és Nyelvünk című folyóiratot.

## Főbb művei
- A megismerés új magyarázata (Bp., 1914)
- Nietzsche (Bp., 1916)
- A primitív ember világa (Szeged, 1927)
- Földrajzi szempontok a magyar lélek egyéniségének megítélésében (Szeged, 1930)
- Nomád népek lángelméi: Árpád, Géza, Sarolta (Szeged, 1932)
- A számok szerepének és jelentéseinek kialakulása az emberiség történetében (Szeged, 1935)